# Ceratoleptes proboscis
Genre
Espèce
Ceratoleptes proboscis, unique représentant du genre Ceratoleptes, est une espèce d'opilions laniatores de la famille des Gonyleptidae.

## Distribution
Cette espèce est endémique de Bahia au Brésil. Elle se rencontre vers Ilhéus.

## Description
Le mâle holotype mesure 8,60 mm et la femelle paratype 8,50 mm.

## Publication originale
- Soares & Soares, 1979 : « Opera Opiliologica Varia XVI. Novo gênero de Gonyleptidae e presença de Triaenonychidae no Brasil (Opiliones). » Revista Brasileira de Entomologia, vol. 23, no 3, p. 169–173.